# Year Zero Remixed
Year Zero Remixed (conosciuto anche come Y34RZ3R0R3M1X3D o con il titolo alternativo di Halo 25) è un album di remix dei Nine Inch Nails, uscito il 20 novembre 2007.
Come annunciato da Trent Reznor stesso tramite il sito ufficiale il 10 ottobre 2007, l'album è stato pubblicato sia in versione CD che in vinile, oltre ad essere disponibile per il download a pagamento su iTunes.

## Tracce
1. Saul Williams - Gunshots by Computer
2. Modwheelmood - The Great Destroyer
3. Pirate Robot Midget - My Violent Heart
4. Ladytron - The Beginning of the End
5. Saul Williams - Survivalism
6. Epworth Phones - Capital G
7. Bill Laswell - Vessel
8. Stefan Goodchild featuring Doudou N'Diaye Rose - The Warning
9. The Faint - Meet Your Master
10. Stephen Morris & Gillian Gilbert - God Given
11. Olof Dreijer - Me, I'm Not
12. Kronos Quartet & Enrique Gonzalez Müller - Another Version of the Truth
13. Fennesz - In This Twilight
14. Stephen Morris & Gillian Gilbert - Zero-Sum